# Eksplozija meteorja nad Čeljabinskom
Eksplozija meteorja nad Čeljabinskom se je zgodila 15. februarja 2013, ko je nad ruskim mestom Čeljabinsk v spodnjih slojih ozračja razneslo meteor.
Ruska akademija znanosti ocenjuje, da je meteor imel maso 10.000 ton in da je vstopil v ozračje s hitrostjo najmanj 54.000 km/h (15 km/s ali približno 44-kratna hitrost zvoka). Pri eksploziji je nastal udarni val z močjo približno 500 kiloton. Po poročilih je bilo poškodovanih približno 1.200 ljudi, predvsem s steklom iz oken, ki jih je razbil udarni val. Poškodovanih je bilo približno 3.000 zgradb v šestih mestih po vsej Uralski regiji.
Po do zdaj zbranih podatkih padec meteorja ni bil povezan z mimoletom 50-metrskega asteroida 2012 DA14, ki se je 15 ur kasneje približal Zemlji na razdaljo manj kot 28.000 km, saj sta se njuna tira bistveno razlikovala.